# 鹿島藩
鹿島藩（日语：／ Kashima-han */?）是日本肥前國藤津郡高津原的藩，寬永19年（1642年）創藩，明治4年7月14日（1871年8月29日）廢藩，原本是佐賀藩的一部分，石高在高峰期達20,000石，藩廳最初是常廣城，文化7年5月11日（1810年6月12日）轉移至鹿島城（高津原屋敷、鹿島館），藩校最早可以追溯至創建於寬文12年（1672年）的學校，文化2年（1805年）在城下高津原創立德讓館，安政6年（1859年）改稱弘文館，明治3年（1870年）再改稱鎔造館。人口有13,721人。江戶藩邸方面，上屋敷位於麻布龍土，下屋敷最初位於南本所，元祿12年8月27日轉移至白金。此外，藏屋敷在元祿年間（1688年至1704年）時位於堂島新地四丁目，文化和文政年間（1804年1830年）時則位於堂島新地三丁目。

## 歷史
關原之戰後，原本屬於西軍的鍋島氏為了表忠，派鍋島直茂次子鍋島忠茂作為人質前往江戶。其後，忠茂獲德川秀忠賜予下總國矢作5,000石，慶長14年或15年（1609年或1610年）又獲分知鹿島20,000石。寬永元年（1624年），忠茂死去，由其子鍋島正茂繼位。寬永19年（1642年），正茂的鹿島20,000石改由佐賀藩藩主鍋島勝茂九子鍋島直朝繼承，《藩史大事典》和《國史大辭典》稱是勝茂沒收正茂的領地，《角川日本地名大辭典》則指是勝茂強逼正茂以直朝為養子，導致正茂放棄鹿島的封地，以矢作的石高成為江戶幕府旗本。
正保元年（1645年）3月，直朝開始參勤交代。寬文2年（1662年）5月，在直朝迎娶左大臣花山院定好之女萬子為繼室時，稻荷大明神也勸請至古枝村，即後來的祐德稻荷神社。天和3年3月22日（1683年4月18日），佐賀藩制定三家格式，促使各支藩均完全由佐賀藩掌控。元祿13年5月15日（1700年7月1日），藩主鍋島直條奉命把守鍛冶橋門，自此開始各種公務。寶曆13年4月7日（1763年5月19日），藩主鍋島直鄉致仕，由佐賀藩藩主鍋島宗茂十子鍋島直熙作為養子繼位。
明和7年7月5日（1770年8月25日），直熙繼任為佐賀藩藩主，鹿島藩由鍋島直員四子鍋島直宜繼承。寬政10年（1798年），盡管鹿島藩稅收少，不過仍然長期負責各種公務，加上參勤交代和需要向幕府進貢，最終導致無法償還借銀，鹿島藩的年貢也因而全數交予佐賀藩，由佐賀藩兼管鹿島藩的財政。享和元年4月21日（1801年6月2日），直宜致仕，由佐賀藩藩主鍋島治茂五子鍋島直彝繼位。
文化元年6月14日（1804年7月20日），屢受鹽田川氾濫影響的鹿島藩向幕府提出將居館從常廣轉移至高津原獲准，文化4年6月25日（1807年7月30日）大致完工，其後在文化7年5月11日（1810年6月12日）轉移至當地。文政元年（1818年），由於佐賀藩視財困的鹿島藩為負累，因此打算將其併吞，不過遭到小城藩和蓮池藩以三家格式為由強烈反對而失敗，相對地佐賀藩藩主鍋島齊直成功讓幕府停止鹿島藩的公務，為期五年。文政3年2月17日（1820年3月30日），直彝致仕，由齊直十三子鍋島直永繼位。
嘉永4年（1851年），佐賀藩藩主鍋島齊正以鹿島藩藩主鍋島直彬年幼病弱為由打算再次併吞鹿島藩，不過同樣遭到支藩反對而失敗，相對地也同樣免除了公務。戊辰戰爭爆發後，由於佐賀藩藩主之妻是德川家齊之女盛姬，因此佐賀藩最初並沒有標榜倒幕。相對地，直彬與尊王攘夷派志士有聯繫，態度上偏向勤王，他也多次向佐賀藩提出派兵至京都，並且揚言成功時歸功於鍋島全藩，失敗時由自己負全責，以鹿島藩的存亡作為賭注，最終成功讓佐賀藩容許其出兵。慶應4年2月8日（1868年3月1日），鹿島藩獲任命為北陸道先鋒，由直彬率兵在同年3月1日（3月24日）抵達京都，及後謁見天皇。然而在3月7日（3月30日），佐賀藩上書讓鹿島藩前往長崎戒備，直彬唯有在3月9日（4月1日）出發前往長崎。不滿此決定的鹿島藩藩士八澤棣之進為了參戰，不昔脫藩，並且化名納富郁太郎，跟隨仁和寺宮嘉彰出戰。此外在東京行幸時，鹿島藩也有派兵在京都戒備。明治4年7月14日（1871年8月29日），廢藩置縣。

## 歷任藩主
| 家名   | 家格      | 名稱     | 石高     | 藩領         |
| ------ | --------- | -------- | -------- | ------------ |
| 鍋島家 | 外樣 陣屋 | 鍋島直朝 | 16,000石 | 肥前國藤津郡 |
| 鍋島家 | 外樣 陣屋 | 鍋島直條 | 20,000石 | 肥前國藤津郡 |
| 鍋島家 | 外樣 陣屋 | 鍋島直堅 | 20,000石 | 肥前國藤津郡 |
| 鍋島家 | 外樣 陣屋 | 鍋島直鄉 | 20,000石 | 肥前國藤津郡 |
| 鍋島家 | 外樣 陣屋 | 鍋島直熙 | 20,000石 | 肥前國藤津郡 |
| 鍋島家 | 外樣 陣屋 | 鍋島直宜 | 20,000石 | 肥前國藤津郡 |
| 鍋島家 | 外樣 陣屋 | 鍋島直彝 | 20,000石 | 肥前國藤津郡 |
| 鍋島家 | 外樣 陣屋 | 鍋島直永 | 20,000石 | 肥前國藤津郡 |
| 鍋島家 | 外樣 陣屋 | 鍋島直晴 | 20,000石 | 肥前國藤津郡 |
| 鍋島家 | 外樣 陣屋 | 鍋島直賢 | 20,000石 | 肥前國藤津郡 |
| 鍋島家 | 外樣 陣屋 | 鍋島直彬 | 20,000石 | 肥前國藤津郡 |

## 領地
| 令制國 | 郡     | 領地 |
| ------ | ------ | --- |
| 肥前國 | 藤津郡 | 常廣村、森村、土井丸村、中村、新籠村、鹿島町、末光村、馬渡分村、執行分村、行成村、五町分村、小船津村、中牟田村、犬王袋村、橫田村、高津原村、納富分村、井手分村、正願地村、久保山村、大殿分村、三川內村、若殿分村、中尾村、古枝村、濱町、開村、大村分村、八本木村、鮒越村、諸岩村、世間村 |

## 註解
1. ↑  高津原現為佐賀縣鹿島市高津原（日语：鹿島町 (佐賀県)）[1]。
2. ↑  現行對應地名如下：
  - 麻布龍土上屋敷現在位於東京都港區六本木7丁目2-4[4]。
  - 南本所現為東京都墨田區兩國1至2丁目、橫網、石原、本所1至2丁目、東駒形1丁目、太平、錦絲、橫川、江東區白河4丁目、三好4丁目、平野4丁目、深川1至2丁目以及冬木一帶[5]。
  - 白金現為港區白金1丁目和高輪1丁目的各一部分[5][6]。
  - 堂島新地四丁目現為大阪府大阪市北區堂島濱（日语：堂島浜）2丁目和堂島3丁目[7]
  - 堂島新地三丁目現為堂島濱1至2丁目[7]。
3. ↑  古枝村現為鹿島市古枝（日语：古枝村）[1]。
4. ↑  鍛冶橋門現為東京都千代田區丸之內1丁目東京站八重洲口附近[5]。
5. ↑  常廣現為鹿島市常廣（日语：鹿島村 (佐賀県)）[1]。

## 外部連結
- . kotobank （日语）.